# Смілка звичайна
Смілка звичайна (Silene vulgaris) — вид квіткових рослин родини гвоздичні (Caryophyllaceae).

## Опис
Багаторічна сизо-зелена рослина з одним або декількома гладкими, у верхній частині гіллястими стеблами висотою до 60 см. Листя досить вузьке, овальне або ланцетоподібне, загострене, внизу розташовані густіше, на черешках. Квітки білі, понад 1 см діаметром, чашечка пузиристо-роздута, світло-зелена, з мережею зеленуватих жилок. Цвіте з червня до вересня.

## Поширення
Рослина поширена в Європі, Малій і Середній Азії, на Кавказі, Сибіру, в Гімалаях, Монголії, Японії, Північній Америці та Північній Африці.
В Україні росте по луках, узліссях, галявинах, у світлих лісах, на вирубках, пустирях, узбіччях доріг, по канавах; частіше зустрічається на прирічкових луках, переважно в південних областях засмічує посіви хлібних злаків.

## Використання
Всі частини рослини містять сапоніни.
У народній медицині настій або відвар трави застосовують при розладі нервової системи, як заспокійливе, знеболювальне і антитоксичний засіб.